# Joachim Heer
Joachim Heer (ur. 25 września 1825 w Glarus, zm. 1 marca 1879 tamże), szwajcarski polityk, członek Rady Związkowej od 10 grudnia 1875 do 31 grudnia 1878. Kierował następującymi departamentami:
- Departament Poczt i Telegrafów (1876)
- Departament Polityczny (1877)
- Departament Kolei i Handlu (1878)[1]

Był członkiem Radykalno-Demokratycznej Partii Szwajcarii.
Przewodniczył Radzie Narodowej (1863, 1869 – 1870). Pełnił też funkcję wiceprezydenta Konfederacji na rok 1876 i prezydenta na rok 1877.